# Берк, Кеннет
Кеннет Берк (англ. Kenneth Burke; 5 мая 1897, Питтсбург, Пенсильвания — 19 ноября 1993, Андовер, Нью-Джерси) — американский писатель, журналист, философ, исследователь литературы, теоретик коммуникации. Особенно интересовался риторикой и эстетикой.

## Биография
Учился в школе вместе с будущим литературным критиком Малькольмом Каули. Поступил в университет штата Огайо, проучился в нём один семестр. Колумбийского университета также не закончил, занялся литературой. В Гринвич-Виллидж познакомился с представителями нью-йоркского авангарда (Харт Крейн и др.). С 1917 публиковался как новеллист, выпустил книгу рассказов (1924). Издавал модернистский журнал Dial (Циферблат, 1923), вёл в нём раздел музыкальной критики (1927—1929), позже занимался этим для газеты Nation (1934—1936). Перевёл новеллу Томаса Манна «Смерть в Венеции» (1924). Дружил и переписывался со многими выдающимися американскими писателями (Марианна Мур, У. К. Уильямс, Р. П. Уоррен, Ральф Эллисон, К. Э. Портер и др.). Преподавал в Чикагском университете, Новой школе социальных исследований, Принстоне, Гарварде.
Отмечен Award for Humanistic Studies Американской академии искусств и наук (1977).
Умер от сердечного приступа на своей ферме.

## Влияние
На Берка, как и на многих других мыслителей и критиков XX века, сильное воздействие оказали идеи Карла Маркса, Зигмунда Фрейда и Фридриха Ницше. Берк всю жизнь занимался переводами Шекспира, а также был под влиянием Торстейна Веблена. На протяжении многих лет переписывался со многими литературными критиками, философами и писателями, включая Уильяма Карлоса Уильямса, Малколма Каули, Роберта Пенна Уоррена, Аллена Тейта, Ральфа Эллисона, Кэтрин Энн Портер и Марианну Мур. Среди мыслителей, на которых оказали влияние идеи Берка, — Харольд Блум, Стэнли Кэвелл, Сьюзен Зонтаг (она была его студенткой в Чикагском университете), Эдвард Саид, Рене Жирар, Фредрик Джеймисон и Клиффорд Гирц. В США действует Общество Кеннета Бёрка, издаётся журнал, развивающий его идеи.
Берк не хотел, чтобы его причисляли к какой-либо философской или политической школе мысли. Он выступал против идей марксизма, во многом определявших литературную критику в 1930-х годах. Политические и социальные символы занимали центральное место в учении Берка на протяжении всей его карьеры. Его заинтересованность политикой очевидна, например, в начале «Грамматики мотивов», в эпиграфе ad bellum purificandum — очищение войны, где «чиста» подразумевает ликвидацию войны. Берк считал, что изучение риторики поможет людям понять, «что имеется в виду, когда мы говорим, что люди делают и зачем они делают это». Берк называет такой анализ «драматизмом», и считает, что такой подход к анализу языка может помочь в понимании основ конфликтов, достоинств и опасностей взаимодействия и возможностей идентификации.

## Научные интересы
С 1930-х годов развивал философию литературы в рамках теории коммуникации как символического действия, этой проблематике посвящена трилогия его наиболее известных трудов (Грамматика мотивов, 1945; Риторика мотивов, 1950; Язык как символическое действие, 1966). Берка сближают со школой символического интеракционизма, И. Гофманом, он повлиял на развитие драматургической перспективы в социологии.

## Философия
Берк определял риторическую функцию языка как «символическое средство, вызывающее взаимодействие в сущностях, которые по своей природе реагируют на символы». Он определяет «человека» как «животное, делающее, использующее символы и неправильно их употребляющее; как создателя негативного, отделенного от природы инструментами, сделанными им самим…»
В философии Берка социальное взаимодействие и коммуникацию следует понимать в рамках пяти элементов: действие, сцена, деятель, средства и цель. По Берку, к большинству случаев социального взаимодействия и коммуникации следует подходить как к форме драмы, результаты которой определяются соотношением этих пяти элементов. Это стало известно как «драматургическая пентада». Пентада закреплена в драматургическом методе, согласно которому отношения между жизнью и театром понимаются буквально, а не метафорически: для Берка весь мир является сценой. Берк осуществляет литературную критику не как нечто формальное, а скорее как нечто, имеющее важное социологическое влияние. Он считал литературу «оборудованием для жизни», предлагающим народную мудрость и здравый смысл для людей и, таким образом, определяя их образ жизни.
Другим ключевым понятием для Берка является терминистический экран — набор символов, который становится своего рода экраном или сеткой доступности, через которую мир для нас имеет смысл. Здесь Берк предлагает способ понять связь между языком и идеологией. Язык не просто «отражает» реальность, но и помогает выбрать реальность или изменить её.
В книге «Language as Symbolic Action» (1966) Берк определяет человека как «животное, пользующееся символами». Это определение, по его мнению, означает, что «реальность» действительно «была создана для нас благодаря системе символов». Без наших энциклопедий, атласов и других справочников мы мало знаем о мире, который лежит за пределами нашего непосредственного опыта. То, что мы называем «реальностью», заявил Берк, на самом деле является «беспорядочностью символов прошлого, объединенных с вещами, о которых мы знаем в основном из карт, журналов, газет…». Студенты колледжа, блуждающие из класса в класс, с английской литературы на социологию, на биологию, сталкиваются с новой реальностью каждый раз, когда входят в класс, курсы, перечисленные в каталоге университета «имеют силу, функционируют, но очень отличаются в терминологии». Само собой разумеется, что люди, считающие себя христианами и считающие религию символической системой, живут в реальности, отличной от той, в которой живут буддисты или евреи, или мусульмане. Это же справедливо в отношении людей, которые верят в принципы свободного рынка, капитализм или социализм, фрейдистский психоанализ или юнговскую глубинную психологию, а также мистицизм или материализм. Каждая система убеждений имеет свой собственный словарь для описания того, как устроен мир, и что означают вещи, таким образом, представляя её приверженцам определённый тип реальности.

## Книги
Научные труды
- Counter-Statement (1931)
- Permanence and Change: An Anatomy of Purpose (1935)
- Attitudes Toward History (1937)
- Philosophy of Literary Form (1939)
- A Grammar of Motives (1945)
- A Rhetoric of Motives (1950)
- The Rhetoric of Religion: Studies in Logology (1961)
- Terms for Order (1964)
- Language as Symbolic Action (1966)
- Dramatism and Development (1972)
- Burke, Kenneth, and Joseph R. Gusfield on symbols and society. (1989)
- Here and Elsewhere (2005)
- Essays Toward a Symbolic of Motives (2006)
- Kenneth Burke on Shakespeare (2007)

Проза
- The White Oxen and Other Stories (1924, новеллы)
- Towards a Better Life: Being a Series of Epistles, or Declamations (1932, экспериментальный роман)

Стихи
- Book of Moments: Poems 1915—1954 (1955)
- Collected Poems, 1915—1967 (1968)